# Токсичност хлорокина и хидроксихлорокина
Хлорокин и хидроксихлорокина припадају породици хинолона. Иако се њихове терапеутске и токсичне дозе разликују, они су сродни лекови са сличним клиничким индикацијама за употребу и сличним манифестацијама токсичности ретине. С обзиром на појаву осетљивијих дијагностичких техника и увиђање да је ризик од токсичности услед вишегодишње употребе хидроксихлорокина већи него што се раније веровало, Америчка академија за офталмологију објавила је ажуриране смернице о скринингу ретинопатије повезане са токсичношћу хидроксихлорокина. Смернице препоручују да током прве године лечења хлорокином и/или хидроксихлорокином, лекар који га прописује треба да упутити пацијента офталмологу на основни преглед.

## Коронавирусна болест 2019 (ковид 19) и хлорокин/хидроксихлорокин
На почетку пандемије болести ковид 19, неке студије су објавиле да су хлорокин и хидроксихлорокин показали способност да инхибирају репликацију вишеструких коронавируса ин витро и да би хидроксихлорокин могао да побољша клинички исход пацијената са ковидом 19.  Америчка администрација за храну и лекове (акроним ФДА) је 28. марта 2020. године издала је директиву којом је одобрила хитну употребу, (енгл. emergency use authorization (EUA)) за хлорокин фосфат и хидроксихлорокин сулфат за лечење ковида 19 код одређених хоспитализованих пацијената када клиничко испитивање није било изводљиво.
Међутим,  Америчка администрација за храну и лекове је опозвала ову директиву хитну употребу, (енгл. emergency use authorization (EUA)) 5. јуна 2020. године. На основу своје текуће анализе и нових научних података,  Америчка администрација за храну и лекове је утврдила да је мало вероватно да ће хидроксихлорокин бити ефикасан у лечењу ковида 19 за одобрене употребе наведену у директиви хитну употребу, (енгл. emergency use authorization (EUA)). Поред тога, у светлу текућих озбиљних срчаних нежељених догађаја и других потенцијалних озбиљних нежељени ефеката, хидроксихлорокина  превазилази познате и потенцијалне ризике наведене у директиви за хитну употребу, (енгл. emergency use authorization (EUA)).
Док додатна клиничка испитивања могу наставити да процењују потенцијалну корист,  Америчка администрација за храну и лекове је утврдила да директиви за хитну употребу, (енгл. emergency use authorization (EUA)) више није прикладна.

## Етиологија
На ретинопатију изазвану хлорокин/хидроксихлорокин највише утичу дневна доза, дужина употребе и кумулативна доза. Кинетика метаболизма хлорокина је сложена, при чему се време полураспада повећава са повећањем дозе.
Фактори повезани са токсичношћу хидроксихлорокина укључују следеће:
- Доза одржавања већа од 5 мг/кг/д на основу стварне тежине (најкритичнији ризик)
- Дневна доза већа од 400 мг
- Кумулативна доза већа од 1,000 грама
- Доб старија од 60 година

Фактори повезани са токсичношћу хлорокина укључују следеће:
- Доза одржавања већа од 2,3 мг/кг/д
- Гојазност

Фактори повезани са токсичношћу оба лека укључују следеће:
- Трајање лечења дуже од 5 година (критични фактор)
- Употреба тамоксифена (5 пута ризик)
- Доказана бубрежна инсуфицијенција
- Основна болест мрежњаче или макулопатија (макуларна дегенерација)
- Докази о болести јетре
- П450 полиморфизми који доводе до веће концентрације лека у крви

## Знаци и симптоми
Ретинопатија може бити асимптоматска или може изазвати централне или парацентралне скотоме што доводи до потешкоћа у читању или обављању финих визуелних задатака (због парафовеалне метаморфопсије). 
Оштрина вида обично остаје нетакнута до узнапредовале болести.
Остали пријављени визуелни симптоми укључују следеће:
- Треперење или трепћућа светла жуте боје
- Зелени или црвени ореоли
- Циклоплегија
- Амблиопиа
- Диплопија
- Слепило
- фотофобија
- Окулолорошка криз

Системске жалбе укључују следеће:
- Мучнина, бол у стомаку и повраћање
- Повремено, промене стања коже, као што су осип, свраб и осетљивост на ултраљубичасто светло
- Ретко, неуролошки симптоми, као што су вртоглавица, тинитус, раздражљивост, парализа кранијалних нерава и слабост мишића налик миастенији

Налази очног прегледа укључују следеће:
- Депозити у рожњачи
- Замућеност задњег субкапсуларног сочива (хлорокин)
- Неправилност пигментације макуле и отупљење фовеалног рефлекса (рано)
- Макулопатија  (класичан налаз код неазијских пацијената)
- Неправилност периферног пигмента и формирање коштаних спикула, слабљење крвних судова и бледило оптичког диска (крајњи стадијум)

## Дијагноза
Пацијенти који почињу са лечењем хлорокином/хидроксихлорокином треба да обаве основни преглед код офталмолога који укључује следеће:
- Историја болести (укључујући рефракцију)
- Оштрина вида (некоригована оштрина вида и најбоља оштрина вида коригована наочарима)
- Биомикроскопија са прорезаном лампом
- Директна и индиректна офталмоскопија (ово није алат за скрининг, јер открива релативно касне токсичне промене)

Преглед би такође требало да укључи Хамфријево видно поље и најмање један од следећих објективних тестова, ако су доступни:
- Оптичка кохерентна томографија спектралног домена (СД-ОЦТ)
- Тест аутофлуоресценције фундуса (ФАФ).
- Мултифокални електроретинограм (мфЕРГ)

Помоћни тестови који се користе у дијагнози токсичности укључују следеће:
- Амслерова мрежа
- Тестирање вида у боји
- Фотографија фундуса у боји: документовање промена током времена, посебно код пацијената са већ постојећом патологијом мрежњаче
- ЕРГ пуног поља или електроокулограм
- Флуоресцеинска ангиографија: може помоћи у визуелизацији раних суптилних промена у пигментном епителу ретине

## Терапија
Повлачење лека и прелазак на други третман је стандардни део терапије.   
Координација са реуматологом или дерматологом може бити оправдана за свеобухватну негу пацијента. 
Ниједна дијета или медицинска терапија нису били ефикасне у спречавању, лечењу или смањењу ризика од токсичности ретине.